# Casa Juncadella (Esplugues de Llobregat)
Casa Juncadella o Casal del Cris és un habitatge al terme municipal d'Esplugues de Llobregat (Baix Llobregat) protegit com a bé cultural d'interès local. Hi ha referències sobre una construcció que existia ja al 1716, coneguda com a Can Gervasi a través de l'estadística demogràfica. La fesomia noucentista de l'edifici és deguda a la renovació i construcció de la Casa dels Juncadella, l'any 1929.

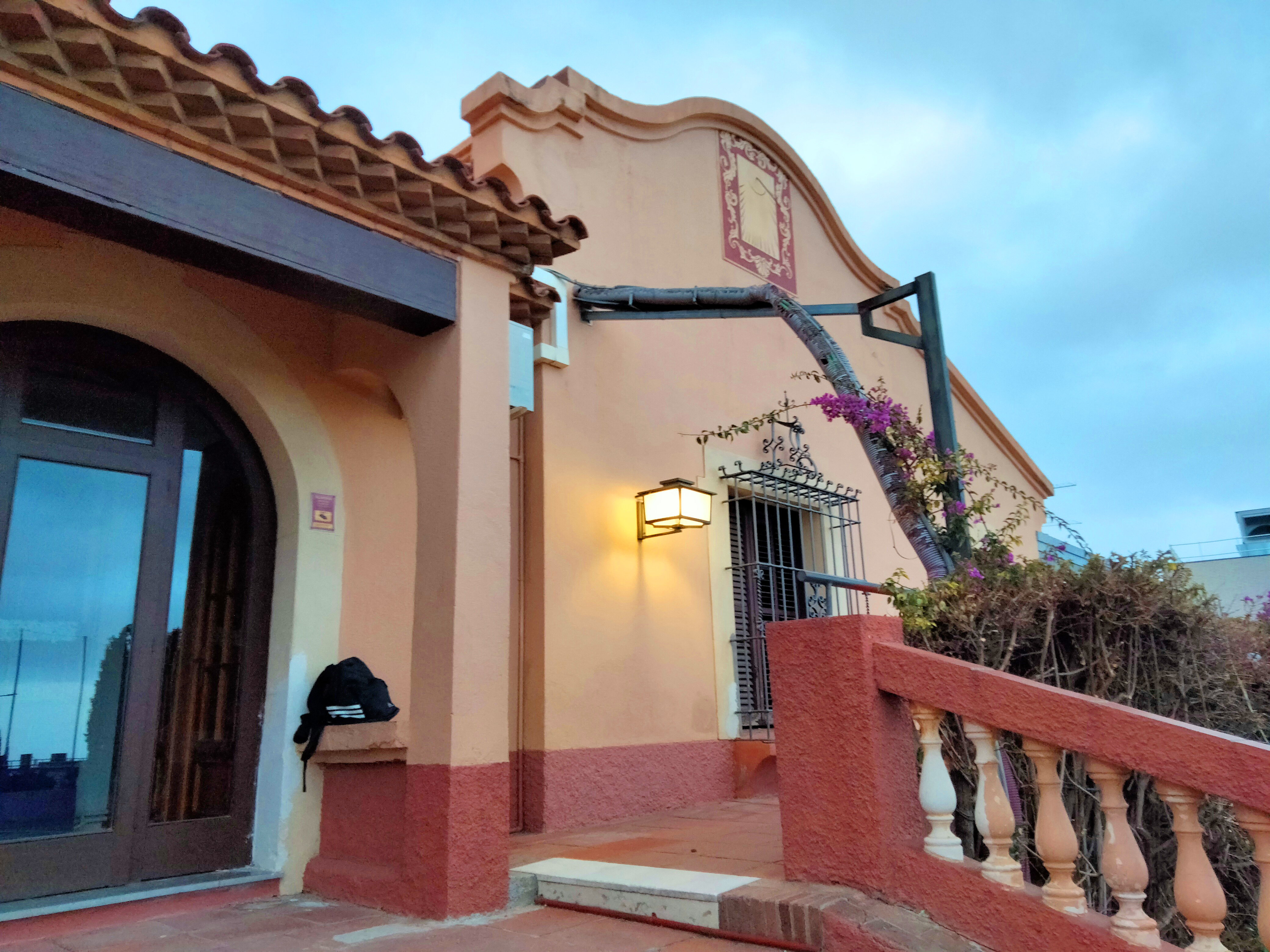
Detall de la façana sud

Construcció de perímetre irregular, amb planta semisoterrada, planta baixa i golfa. És coberta per una coberta de teula àrab a dues vessants, i una coberta plana limitada per una balustrada i dos frontons mixtilinis. Cal destacar els dos frontons, el del costat esquerre conté un escut, i el costat dret un rellotge de sol emmarcat amb esgrafiat de dibuixos geomètrics. En la part central del costat de migdia hi ha adossat un porxo de planta baixa cobert amb teula àrab a tres vessants acabades amb una imbricació de totxo que protegeix i emfatitza els tres portals d'arc de mig punt de l'entrada, al porxo s'hi arriba a través d'una amplia escalinata alineada amb el porxo, limitada per balustrades.